# Litsea whitfordii
Litsea whitfordii är en lagerväxtart som beskrevs av Elmer Drew Merrill. Litsea whitfordii ingår i släktet Litsea och familjen lagerväxter. Inga underarter finns listade i Catalogue of Life.